# Bruno Gagliasso
Bruno Gagliasso Marques (n. 13 aprilie 1982) este un actor brazilian.

## Filmografie

### Televiziune
| 1990 | Barriga de Aluguel        |                              |
| 1999 | Você Decide               |                              |
| 1999 | Seriado Mulher            | Léo                          |
| 2000 | Malhação                  |                              |
| 2000 | Chiquititas               | Rodrigo                      |
| 2001 | As Filhas da Mãe          | José Carlos Rocha            |
| 2002 | Sítio do Pica-Pau Amarelo | Romeu                        |
| 2002 | Desejos de Mulher         | Saulo de Gog                 |
| 2003 | A Casa das Sete Mulheres  | Caetano                      |
| 2003 | Celebridade               | Inácio Vasconcelos Amorim    |
| 2005 | América                   | Roberto Sinval Fontes Junior |
| 2006 | Sinhá Moça                | Ricardo Garcia Fontes        |
| 2006 | Dom                       | Théo                         |
| 2007 | Paraíso Tropical          | Ivan Correia Novaes          |
| 2008 | Ciranda de Pedra          | Eduardo Ribeiro              |
| 2009 | Caminho das Índias        | Tarso Cadore                 |
| 2010 | Episódio Especial         | El însuși                    |
| 2010 | Passione                  | Berillo Rondelli             |
| 2011 | Cordel Encantado          | Timóteo Cabral               |
| 2012 | As Brasileiras            | Zé Sereno                    |
| 2013 | Joia Rara                 | Franz                        |

1. ↑  Bruno Gagliasso, Enciclopédia Itaú Cultural
2. ↑   https://g1.globo.com/rj/rio-de-janeiro/eleicoes/2022/noticia/2022/10/02/irmao-de-bruno-gagliasso-thiago-gagliasso-e-eleito-no-rio-de-janeiro.ghtml Lipsește sau este vid: |title= (ajutor)
3. ↑   http://ego.globo.com/Gente/Noticias/0,,MUL1596115-9798,00-ESPECIAL+NAMORADOS+BRUNO+GAGLIASSO+E+GIOVANNA+EWBANK.html Lipsește sau este vid: |title= (ajutor)
4. ↑   https://caras.uol.com.br/arquivo/bruno-gagliasso-e-camila-rodrigues-separados.phtml Lipsește sau este vid: |title= (ajutor)
5. ↑   https://rd1.com.br/bruno-gagliasso-fala-sobre-mudanca-para-portugal-e-revela-que-filhos-tem-cidadania-europeia/ Lipsește sau este vid: |title= (ajutor)